# Hasseröder
Vous pouvez aider à l'améliorer ou bien discuter des problèmes sur sa page de discussion.
- Il ne cite pas suffisamment ses sources. Vous pouvez indiquer les passages à sourcer avec {{référence nécessaire}} ou {{Référence souhaitée}}, et inclure les références utiles en les liant aux notes de bas de page. (Marqué depuis novembre 2020)
- Il contient une ou plusieurs listes. Le texte gagnerait à être rédigé sous la forme d’un ou plusieurs paragraphes synthétiques, afin d’être plus agréable à lire. (Marqué depuis avril 2021)

- Archive Wikiwix
- Bing
- Cairn
- DuckDuckGo
- E. Universalis
- Gallica
- Google
- G. Books
- G. News
- G. Scholar
- Persée
- Qwant
- (zh) Baidu
- (ru) Yandex
- (wd) trouver des œuvres sur Wikidata

Hasseröder est une brasserie et une marque de bière allemande produite à Wernigerode en Saxe-Anhalt. Elle appartient depuis 2002 au groupe AB InBev. 

## Histoire

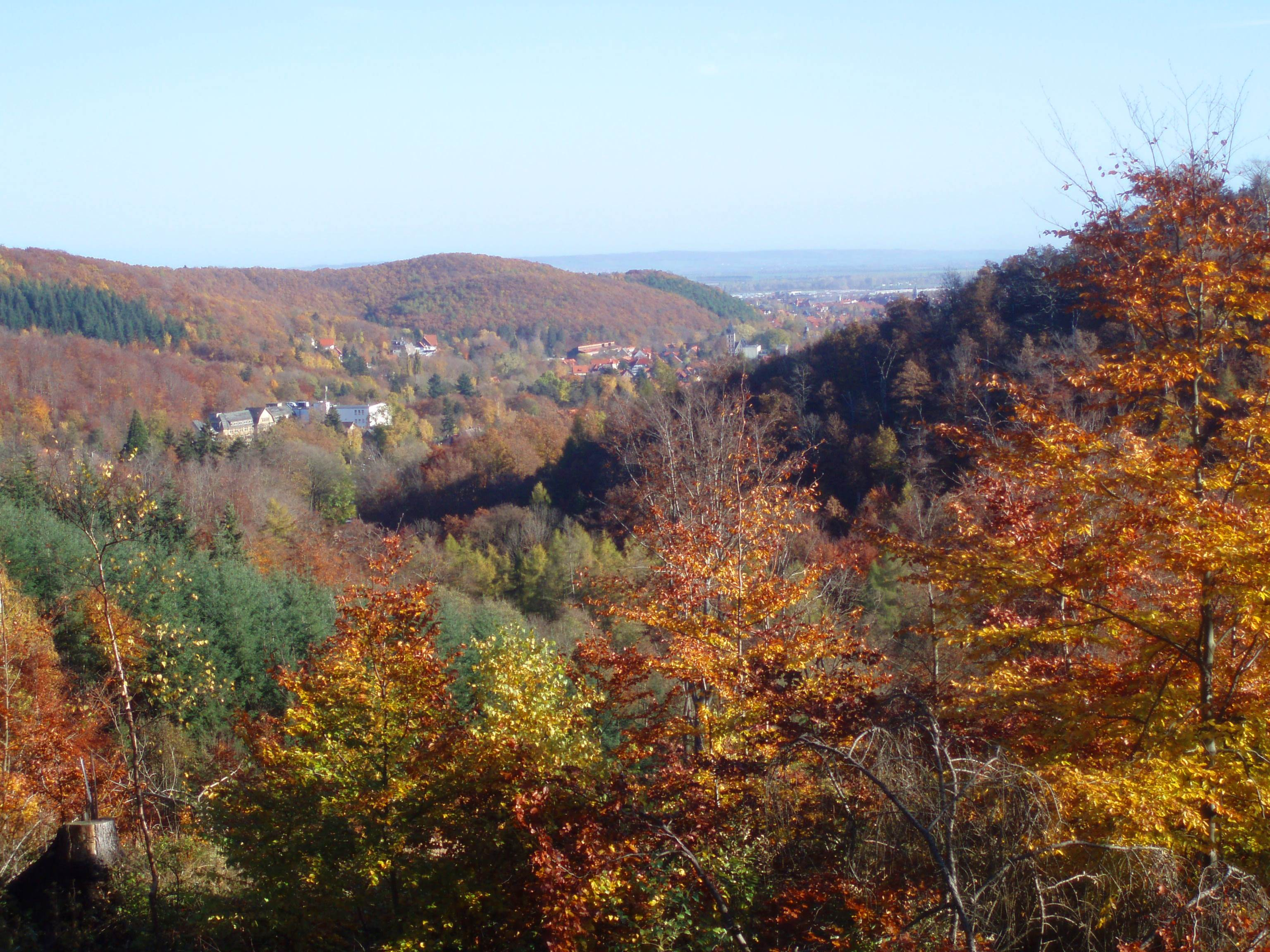
Vue sur Hasserode.

En 1872, la brasserie est fondée sous le nom de Zum Auerhahn (« coq de bruyère ») à Hasserode, aujourd'hui un quartier de Wernigerode, au pied des montagnes du Harz. Le 1er octobre 1882, Ernst Schreyer prit la direction de l'entreprise. La brasserie est transformée en société à responsabilité limitée en 1896. Cette année, 25 000 hectolitres de bière sortent de la brasserie.
À l'époque de la RDA, la bière était une marque de bière populaire dans la région et principalement dans le district de Magdebourg. Avec la réunification allemande en 1990, la brasserie commence à devenir la marque de bière la plus consommée dans les nouveaux États de l'Allemagne de l'Est.
En 1995, on construit la nouvelle brasserie Hasseröder, située à l'entrée occidentale de Wernigerode. L'ancienne brasserie du quartier de Hasserode est démolie pour laisser place à des habitations. L'entreprise Hasseröder Brauerei GmbH est rachetée par la brasserie Gilde de Hanovre et devient l'une des brasseries les plus modernes d'Europe. En 2002, Gilde est reprise par le groupe belge Interbrew, qui, après la fusion avec le brésilien AmBev pour former InBev, est le plus grand groupe brassicole au monde. Après d'autres changements de nom en 2008, Hasseröder appartient maintenant à Anheuser-Busch InBev.
En janvier 2018, la vente des brasseries Hasseröder et Diebels est annoncée à l'investisseur financier CK Corporate Finance basé à Kronberg im Taunus. Le 2 juillet 2018, on annonce que la vente est arrêtée le 30 juin, l'investisseur « n'ayant pas satisfait à toutes les exigences contractuelles pour la réalisation de la transaction à la mi-2018 ». En mars 2019, tous les autres appels de vente sont annulés, les marques Hasseröder et Diebels restent dans le portefeuille d'Anheuser-Busch InBev.
En 2012, Hasseröder est une bière distribuée dans l'ensemble du pays, un leader du marché en Allemagne de l'Est et le troisième plus grand producteur de bière Pils en Allemagne.

## Production

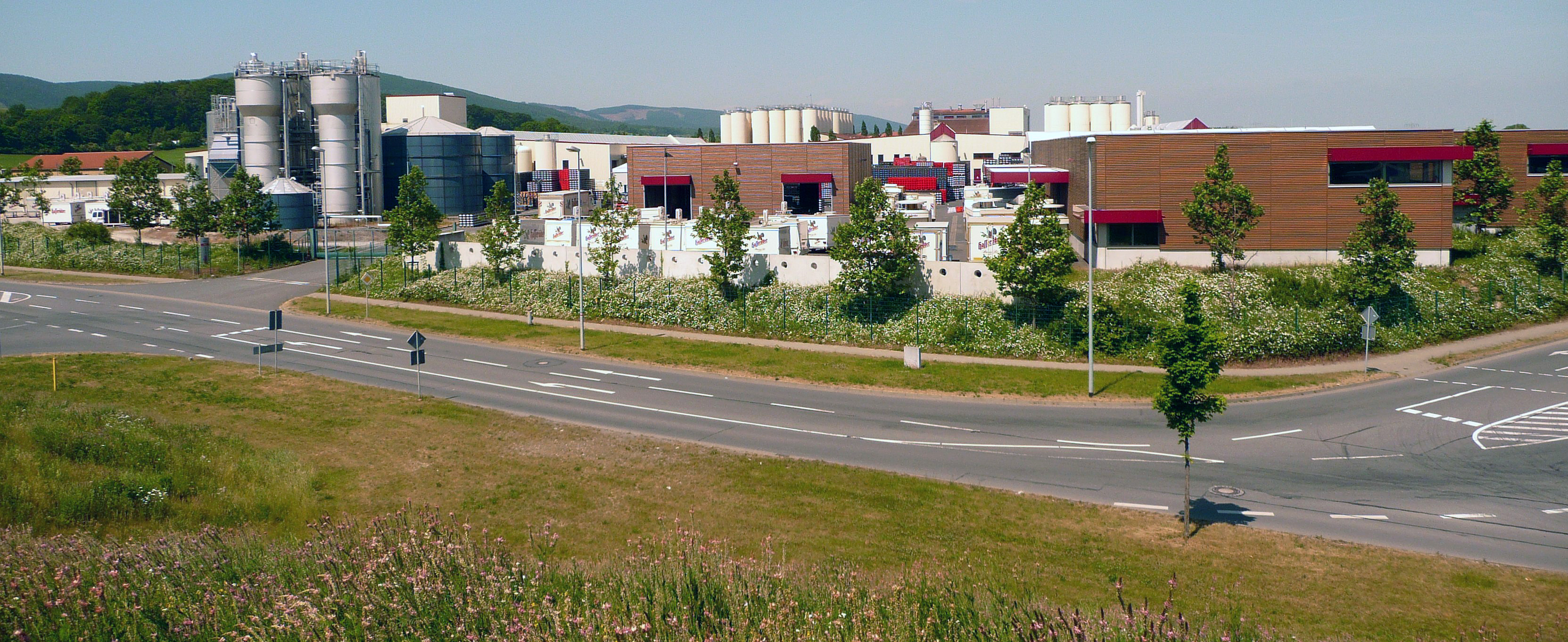
Le site de production à Wernigerode.

La gamme de produits de la brasserie comprend les produits suivants :
- Premium Pilsener : Pils avec un degré d'alcool de 4,9%
- Premium Export : Export forte avec un degré d'alcool de 5,5%
- Premium Radler : Mélange d'export et de limonade citronnée avec un degré d'alcool de 2,7%
- Premium Diesel : Mélange d'export et de cola avec un degré d'alcool de 2,7% (plus produite)
- Hasseröder Vier : filtrage à moins de zéro degré Celsius et un degré d'alcool de 4%.
- Hasseröder Schwarz : Schwarzbier avec un degré d'alcool de 5% (saisonnière).
- Hasseröder Fürstenbräu : Granât avec un degré d'alcool de 5,8%